# Promachus nigripes
Promachus nigripes är en tvåvingeart som först beskrevs av Fabricius 1787.  Promachus nigripes ingår i släktet Promachus och familjen rovflugor. Inga underarter finns listade i Catalogue of Life.